# Heinz Kautzleben

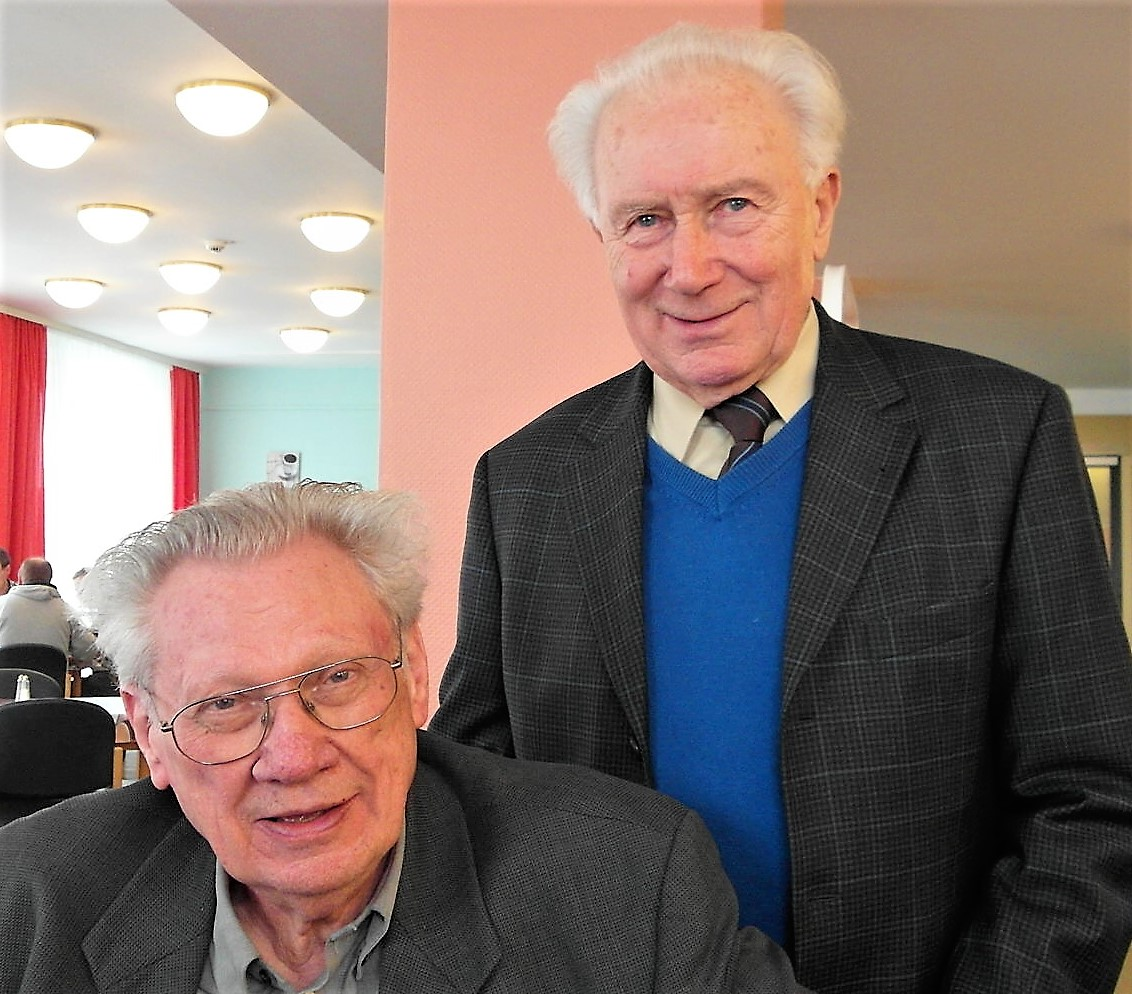
Heinz Kautzleben (li) und Sigmund Jähn bei der Leibniz-Sozietät der Wissenschaften zu Berlin (2017)

Heinz Kautzleben (* 31. März 1934 in Kelbra) ist ein deutscher Geophysiker und Akademie-Professor, der hauptsächlich in der Geomagnetik und in der Kosmosforschung wirkt.

## Ausbildung
Heinz Kautzleben ist in Kelbra am Kyffhäuser geboren und aufgewachsen. Sein Vater war dort Bäckermeister, wurde 1940 zum Militärdienst eingezogen und ist im Kriege verschollen.  Von 1940 bis 1952 besuchte Kautzleben die Volksschule in Kelbra und die Oberschule in Sangerhausen, wo er das Abitur erworben hat. Die Lehrer hatten seine mathematisch-naturwissenschaftlichen Begabungen befördert.
Kautzleben studierte ab 1952 Geophysik an der Universität Leipzig (1953 in Karl-Marx-Universität Leipzig (KMU) umbenannt), wo er Vorlesungen bei bekannten Professoren hörte wie Robert Lauterbach, Direktor des Instituts für Geophysikalische Erkundung, und Banseler, die die wissenschaftliche Entwicklung von Kautzleben nach seinem Studienabschluss förderten. Sein Studium absolvierte er Anfang 1957 als Diplomphysiker mit dem Prädikat „Sehr gut“. Die Diplomarbeit befasste sich mit hydrodynamischer Theorie des Plasmas und hydromagnetischen Wellen im erdnahen Raum.

## Als Geophysiker bei der Akademie in Potsdam
Nach seinem Diplom 1957 war Kautzleben am Geomagnetischen Institut Potsdam der Deutschen Akademie der Wissenschaften (DAW) tätig, zunächst bis 1965 als Wissenschaftlicher Assistent und als Wissenschaftlicher Mitarbeiter, dann bis 1967 als Abteilungsleiter. Er promovierte im Jahre 1962 an der KMU Leipzig, Mathematisch-naturwissenschaftliche Fakultät, mit der Dissertation zum Dr. rer. nat. (Doktorvater: Banseler).
Kautzleben habilitierte sich 1966 an der Universität Leipzig mit der Habilitationsschrift zum Dr. rer. nat. habil.  Von 1964 bis 1969 übte er nebenamtliche Lehrtätigkeit an der Humboldt-Universität zu Berlin (HUB) aus.
1968 wurde er amtierender Direktor des Geodätischen Instituts Potsdam der DAW.  1969 wurde Kautzleben durch Akademiepräsident Hermann Klare zum Professor für Geophysik an der DAW ernannt. Von 1969 bis 1973 übte er eine nebenamtliche Lehrtätigkeit an der Universität Leipzig aus.
Von 1969 an war er zunächst Stellvertretender Direktor, anschließend ab 1973 Direktor des Zentralinstituts für Physik der Erde (ZIPE) der Akademie der Wissenschaften der DDR (AdW) in Potsdam, das er bis 1988 leitete.
Große Bedeutung hat Kautzleben der internationalen wissenschaftlichen Zusammenarbeit beigemessen: anfangs in der Internationalen Assoziation für Geomagnetismus und Aeronomie, ab 1971 in der International Association of Geodesy, wo er ab 1975 Mitglied des Exekutivkomitees und 1987 Vizepräsident wurde. Ab 1974 war Kautzleben in den Akademien der sozialistischen Länder zur planetaren Geophysik tätig. Weiterhin war er Mitglied des Koordinierungskomitees Interkosmos (KoKo-Interkosmos) unter dem Vorsitz des Generalsekretärs der AdW Claus Grote, dessen Stellvertreter er 1988 wurde, wobei er gleichzeitig den Vorsitz des wissenschaftlichen Beirates des KoKo-Interkosmos übernahm. Im Interkosmos-Programm wurde Raumfahrern anderer Nationen die Teilnahme an sowjetischen Raumflügen ermöglicht: hierzu gehörte 1978 der Raumflug von Sigmund Jähn.
In diesem Zentralinstitut ZIPE unter der Leitung von Kautzleben wurde ein Teil der wissenschaftlichen Experimente vorbereitet, die Sigmund Jähn während seines Weltraumfluges im Sommer 1978 ausgeführt hat. Jähn war auch in die Auswertung der wissenschaftlichen Ergebnisse durch das ZIPE einbezogen im Rahmen seiner Promotion, die 1983 an diesem Zentralinstitut erfolgte.
1978 wurde Kautzleben mit dem Nationalpreis für Wissenschaft und Technik ausgezeichnet. 1979 wurde er zum Korrespondierenden Mitglied und 1987 zum  Ordentlichen Mitglied der Gelehrtengesellschaft der Akademie der Wissenschaften der DDR gewählt. Seit 1986 ist er Ehrenmitglied der Ungarischen Akademie der Wissenschaften. Er wurde 1993 Gründungsmitglied der Gelehrtengesellschaft Leibniz-Sozietät der Wissenschaften zu Berlin.

## In der Kosmosforschung bei der Akademie in Berlin
Neben seiner Funktion als Direktor des ZIPE leitete Kautzleben von 1984 bis 1990 den Forschungsbereich für Geo- und Kosmoswissenschaften der Akademie der Wissenschaften der DDR.
1989 wurde Kautzleben als Nachfolger von Robert Knuth zum Direktor des Instituts für Kosmosforschung der AdW in Berlin berufen, und er leitete dieses Institut bis zur Auflösung der Akademie der Wissenschaften der DDR mit dem Jahresende 1991 im Verlauf des deutschen Wiedervereinigungsprozesses.

## Politisches Wirken
- 1972 bis 1985 Vorsitzender der Gewerkschaft „Wissenschaft“ im Bezirk Potsdam
- 1976 bis 1986 Abgeordneter des Bezirkstages in Potsdam
- 1984 bis 1989 Mitglied der SED-Bezirksleitung Potsdam.

## Nach der deutschen Wiedervereinigung
Ende 1991 wurde Kautzleben in den Vorruhestand versetzt. Er führte seine wissenschaftliche und publizistische Tätigkeit im Rahmen der Gelehrtengesellschaft Leibniz-Sozietät der Wissenschaften zu Berlin weiterhin fort. Hier ist er seit 2001 Sprecher des Arbeitskreises „Geo-, Montan-, Umwelt-, Weltraum- und Astrowissenschaften“. Dieser Arbeitskreis erarbeitet regelmäßig Veröffentlichungen und führt insbesondere wissenschaftliche Kolloquien durch, so auch anlässlich des 40. Jahrestages des Weltraumfluges von Sigmund Jähn, der vom 26. August bis zum 3. September 1978 stattfand.
Die hauptsächlichen Forschungsgebiete und wissenschaftlichen Interessen von Kautzleben sind:
- Geophysik, speziell mathematische Geophysik
- Geowissenschaften
- Fernerkundung der Erde mit aerokosmischen Mitteln
- Weltraumwissenschaften
- Geschichte der Geowissenschaften
- Geschichte der Berliner Akademie der Wissenschaften und insbesondere ihrer Gelehrtengesellschaft als Vorgeschichte zur Leibniz-Sozietät.

## Mitgliedschaften und Auszeichnungen (Auswahl)
- seit 1974 Mitglied des Koordinierungskomitees für Erforschung und Nutzung des Kosmischen Raumes (KoKo-Interkosmos) unter dem Vorsitz von Claus Grote, seit 1988 dessen Stellvertreter und Vorsitzender des wissenschaftlichen Beirates des KoKo-Interkosmos
- 1978 Nationalpreis für Wissenschaft und Technik (III. Klasse)
- 1979 bis 1987 als Korrespondierendes Mitglied der Gelehrtengesellschaft der AdW gewählt
- 1987 bis 1992 als Ordentliches Mitglied der Gelehrtengesellschaft der AdW gewählt
- 1984 Banner der Arbeit
- 1984 Vaterländischer Verdienstorden
- 1986 als Ehrenmitglied der Ungarischen Akademie der Wissenschaften in Budapest ernannt
- 1993 Gründungsmitglied der Gelehrtengesellschaft Leibniz-Sozietät der Wissenschaften zu Berlin
- 2008 Daniel-Ernst-Jablonski-Medaille der Leibniz-Sozietät.

## Publikationen (Auswahl)
Die Forschungen und die entsprechenden Publikationen von Kautzleben beziehen sich insbesondere auf Geomagnetismus, mathematische Geophysik, Geodynamik, Satellitengeodäsie sowie Fernerkundung der Erde:
- Betrachtungen zur hydromagnetischen Theorie des Plasmas – Hydromagnetische Wellen. Akademie-Verlag, Berlin 1958.
- mit Gerhard Fanselau: Zur Auswertung der Potentialberechnungen in begrenzten Gebieten – Ein Beitrag zur Frage der normalen Verteilung der erdmagnetischen Hauptfeldes und der Säkularvariation im Gebiete der DDR. Akademie-Verlag, Berlin 1960.
- Die analytische Darstellung des geomagnetischen Hauptfeldes und der Säkularvariation. Akademie-Verlag, Berlin 1963.
- Geomagnetismus und Aeronomie. Band 1. / Ergänzungsband: Kugelfunktionen.  Deutscher Verlag der Wissenschaften, Berlin 1965.
- Hrsg.: Arbeiten zum internationalen Geodynamik-Projekt in der Deutschen Demokratischen Republik (Hauptband). Nationalkomitee für Geodäsie und Geophysik bei der Akademie der Wissenschaften der DDR, Berlin 1973 (Wissenschaftliche Redaktion: W. Schwahn).
- Hrsg.: Arbeiten zum internationalen Geodynamik-Projekt in der Deutschen Demokratischen Republik. Teil: Fortschrittsbericht für die Jahre 1973 und 1974. Nationalkomitee für Geodäsie und Geophysik bei der Akademie der Wissenschaften der DDR, Berlin 1975.
- Hrsg.: Arbeiten zum internationalen Geodynamik-Projekt in der Deutschen Demokratischen Republik. Teil: Fortschrittsbericht für die Jahre 1975 bis 1977. Nationalkomitee für Geodäsie und Geophysik bei der Akademie der Wissenschaften der DDR, Berlin 1978.
- mit E. Buschmann (Hrsg.): Proceedings 2nd International Symposium Geodesy and Physics of the Earth. Potsdam, 7.-11. Mai 1973. Teil 1 und 2, Akademie der Wissenschaften der DDR, Zentralinstitut für Physik der Erde, Potsdam 1974.
- Hrsg.: Aufgaben und Ergebnisse der Forschungsarbeiten des Zentralinstituts für Physik der Erde. Akademie der Wissenschaften der DDR, Forschungsbereich Kosmische Physik, Zentralinstitut für Physik der Erde. Hrsg. aus Anlass des 25. Jahrestages der Gründung der Deutschen Demokratischen Republik. Zentralinstitut für Physik der Erde, Potsdam 1974.
- Proceedings 3rd International Symposium Geodesy and Physics of the Earth. Weimar, 25–31. Oktober 1976. Teil 2 und 3, Akademie der Wissenschaften der DDR, Forschungsbereich Geo- und Kosmoswissenschaften, Zentralinstitut für Physik der Erde, Potsdam 1977.
- Erkundung der Erde aus dem Weltraum. Informationen für die Referenten der Urania, Gesellschaft zur Verbreitung Wissenschaftlicher Kenntnisse.  Urania-Präsidium, Arbeitsgruppe Raumfahrt, Berlin 1976.
- Planetare Dynamik der Erde. Akademie-Verlag, Berlin 1982.
- Probleme der geologischen Erforschung des Territoriums der DDR. Vortrag anlässlich des Leibniz-Tages der Akademie der Wissenschaften der DDR am 2. Juli 1982. Sitzungsberichte der Akademie der Wissenschaften der DDR / N, Jg. 1983, Nr. 6. Akademie-Verlag, Berlin 1983.
- Aufgaben und Ergebnisse der Kosmosforschung. Vortrag vor dem Plenum der Akademie der Wissenschaften der DDR am 23. Februar 1989. Sitzungsberichte der Akademie der Wissenschaften der DDR / N / Mathematik, Naturwissenschaften, Technik, Jg. 1990, Nr. 7. Akademie-Verlag, Berlin 1990, ISBN 3-05-500852-9.
- Bearbeiter mit Ursula Calov: Sichere Versorgung der Menschheit mit Energie und Rohstoffen. Sitzungsberichte der Leibniz-Sozietät der Wissenschaften zu Berlin, Band 82, trafo Wissenschaftsverlag Dr. Wolfgang Weist, Berlin 2005, ISBN 3-89626-575-X.
- Bearbeiter mit Jürgen Hamel: Albert Einstein in Berlin. Vorträge zum Kolloquium am 17. März 2005 und schriftlich vorgelegte Beiträge. Sitzungsberichte der Leibniz-Sozietät der Wissenschaften zu Berlin, Band 78/79. trafo Wissenschaftsverlag Dr. Wolfgang Weist, Berlin 2005, ISBN 978-3-89626-519-7.
- Bearbeiter mit Jürgen Hamel: 50 Jahre Weltraumforschung – Erforschung und Überwachung der Erde und des Weltraumes, gestützt auf die Mittel der Raumfahrt. Vorträge und schriftlich vorgelegte Beiträge zum Kolloquium am 29. September 2007. Sitzungsberichte der Leibniz-Sozietät der Wissenschaften zu Berlin, Band 78/79. trafo Wissenschaftsverlag Dr. Wolfgang Weist, Berlin 2008, ISBN 978-3-89626-756-6.
- Claus Grote in der  Deutschen  Akademie  der  Wissenschaften zu Berlin bzw. der Akademie der Wissenschaften der DDR. Ein Essay anlässlich seines 85. Geburtstages am 8. August 2012. Leibniz Online, Jahrgang 2013, S. 1–14. Zeitschrift der Leibniz-Sozietät e. V. ISSN 1863-3285 leibnizsozietaet.de (PDF; 175 kB).
- mit Peter Knoll (Hrsg.): Kolloquium am 15. November 2013 zu Ehren von Prof. Dr. Dr. h. c. mult. Helmut Moritz aus Anlass seines 80. Geburtstages. Sitzungsberichte der Leibniz-Sozietät der Wissenschaften zu Berlin, Band 119. trafo Wissenschaftsverlag Dr. Wolfgang Weist, Berlin 2014, ISBN 978-3-89626-989-8.
- Zum 80. Geburtstag von Dr. rer. nat. Sigmund Jähn, Ehrenmitglied der Leibniz-Sozietät, 13. Februar 2017 (leibnizsozietaet.de PDF).
- Ernst August Lauter (1920-1984) – Mitglied und Funktionsträger der Deutschen Akademie der Wissenschaften zu Berlin (DAW) und der Akademie der Wissenschaften der DDR (AdW). In: Klaus Dethloff, Dietrich Spänkuch (Hrsg.): Zur Kopplung von Erd- und Weltraumwetter. Zoom-Veranstaltung der Leibniz-Sozietät der Wissenschaften zu Berlin am 12. Februar 2021 im Alfred-Wegener-Institut, Helmholtz Zentrum für Polar- und Meeresforschung Potsdam anlässlich des 100. Geburtstages von Ernst August Lauter (1920–1984). Sitzungsberichte der Leibniz-Sozietät der Wissenschaften zu Berlin, Band 148, Jahrgang 2021, S. 9–17. trafo Wissenschaftsverlag, Berlin 2021, ISBN 978-3-86464-225-8.